# Ususu
Ususu är en krater i Kenya.   Den ligger i länet Kajiado, i den södra delen av landet, 100 km sydost om huvudstaden Nairobi. Toppen på Ususu är 1 529 meter över havet.
Terrängen runt Ususu är kuperad åt sydost, men åt nordväst är den platt. Runt Ususu är det glesbefolkat, med 18 invånare per kvadratkilometer. Det finns inga samhällen i närheten. Trakten runt Ususu består i huvudsak av gräsmarker.